# Parapanamerikanische Spiele
Die Parapanamerikanischen Spiele sind die Panamerikanischen Spiele für Menschen mit Behinderung. 

## Auflagen
| Jahr | Spiele | Veranstaltungsort | Land        | Siegernation |
| ---- | ------ | ----------------- | ----------- | ------------ |
| 1999 | I      | Mexiko-Stadt      | Mexiko      | Mexiko       |
| 2003 | II     | Mar del Plata     | Argentinien | Mexiko       |
| 2007 | III    | Rio de Janeiro    | Brasilien   | Brasilien    |
| 2011 | IV     | Guadalajara       | Mexiko      | Brasilien    |
| 2015 | V      | Toronto           | Kanada      | Brasilien    |
| 2019 | VI     | Lima              | Peru        | Brasilien    |
| 2023 | VII    | Santiago          | Chile       |              |
| 2027 | VIII   | Barranquilla      | Kolumbien   |              |